# Jan Toft Nørgaard
Jan Toft Nørgaard, född 1960, är en dansk företagsledare som är styrelseordförande för det europeiska mejerikooperativet Arla Foods sedan den 2 juli 2018, när han efterträdde svensken Åke Hantoft på positionen.
Han är sedan 1982 lantbrukare och mjölkbonde och har en gård utanför Skærbæk med 458 mjölkkor. Toft Nørgaard blev invald till styrelsen i danska MD Foods 1998 och blev kvar även efter fusionen med svenska Arla år 2000. 2011 blev han vald som vice styrelseordförande när Hantoft blev styrelseordförande och satt på den positionen fram till den 1 juli 2018 när han efterträdde just Hantoft, när denne skulle gå i pension.